# Saint-Hilaire (Essonne)
Saint-Hilaire è un comune francese di 383 abitanti situato nel dipartimento dell'Essonne nella regione dell'Île-de-France.

## Società

### Evoluzione demografica
Abitanti censiti